# Autoportret (pismo)
Autoportret. Pismo o dobrej przestrzeni – kwartalnik wydawany w Krakowie od 2002 roku (założony przez Joannę Orlik), od 2007 roku pod redakcją Doroty Leśniak-Rychlak. Pismo koncentruje się na problematyce przestrzeni jako zjawiska kultury. Publikuje artykuły dotyczące relacji architektury i władzy, antropologii przestrzeni, społecznych aspektów budownictwa, materialności i katastrofy klimatu. Numery są tematyczne, a podejmowane wątki łączy rys przestrzenny, przy czym przestrzeń jest rozumiana dosłownie, fizycznie, ale również metaforycznie..
Zespół redakcyjny: Dorota Leśniak-Rychlak, Marta Karpińska (od 2013), Emiliano Rannocchi (2002-2023)
Czasopismo ma kwadratowy format 28 x 28 centymentrów. Projekt graficzny: Marcin Klag (2002-2007), Anna Zabdyrska (2007-2015), Marcin Hernas (2015-2016), Jakub Skoczek (2017), Piotr Chuchla (2018-2023), Damian Nowak (2024-)